# Mijaíl Kolésnikov
Mikhail Petrovich Kolesnikov (en ruso: Михаил Петрович Колесников; Yeisk; 30 de junio de 1939 - Moscú; 26 de marzo de 2007) fue un general del ejército ruso que fue miembro de la administración de Boris Yeltsin, así como ministro interino de Defensa tras el cese de Pável Grachov.

## Biografía
Se desempeñó como comandante de pelotón en una unidad de reparación de vehículos de combate así como técnico superior de tanques de una compañía de entrenamiento para entrenar mecánicos-conductores de un regimiento motorizado. En noviembre de 1970, fue ascendido a comandante de un batallón de tanques en la 129.ª división de fusiles motorizados del Distrito Militar del Lejano Oriente. Tras ser enviado a Moscú para continuar estudios militares, fue ascendido a comandante del 31.º Cuerpo del Ejército en julio de 1984 y posteriormente a comandante del 7.º Ejército de Armas Combinadas de la Guardia en el Distrito Militar Transcaucásico.
Tras los acontecimientos del 19 al 21 de agosto de 1991 fue designado comandante en jefe interino del Ejército de Tierra de la Unión Soviética. En septiembre de 1991 fue nombrado jefe de la Dirección Principal de Movilización Organizacional y jefe adjunto del Estado Mayor General de la URSS.
Con el final de la Unión Soviética y el nacimiento de la Federación Rusa, el 23 de diciembre de 1992, por Decreto del presidente de Boris Yeltsin, fue nombrado Jefe del Estado Mayor General de las Fuerzas Armadas de Rusia y viceministro de Defensa.
Después de la destitución de Pável Grachov, ministro de Defensa, desempeñó de manera interina esta cartera entre junio y julio de 1996. En octubre de 1996, fue relevado del cargo de jefe del Estado Mayor. Anteriormente, en el mes de marzo, hasta octubre también de 1996, fue jefe interino de la sede de Cooperación Militar de los Estados miembros de la Comunidad de Estados Independientes (CEI). En noviembre de 1997, presentó su candidatura para dicho puesto en la reunión de los jefes de Estado de los Estados miembros de la CEI, si bien no fue aprobada.
En septiembre de 1999, fue relevado de su cargo y transferido a la reserva al alcanzar el límite de edad para el servicio militar. Falleció en Moscú el 26 de marzo de 2007, a los 67 años de edad. Fue enterrado en el cementerio Troyekurovskoye.